# Dení jezik
Dení jezik (ISO 639-3: dny; dani), jezik Dení Indijanaca s jugozapada brazilske federalne države Amazonas, između rijeka Purus i Juruá, i gornja Cunhua i Xiruã, na rezervatima Terra Indígena Camadeni i Terra Indígena Deni.
Pripada porodici arauanskih jezika. Ima jedan dijalekt inauini. 750 govornika (2002 SIL).

## Vanjske poveznice
- Ethnologue (14th)
- Ethnologue (15th)